# Lijst van staten in het Heilige Roomse Rijk (Q)
Dit is een lijst van staten in het Heilige Roomse Rijk die beginnen met de letter Q.
| Naam                                     | Type                                                    | Kreits                | Bank | Ontstaan | Notities |
| ---------------------------------------- | ------------------------------------------------------- | --------------------- | ---- | -------- | --- |
| Quadt Graaf van Quadt in Wykradt en Isny | 1752: HRR graafschap                                    | Keur-Rijnse Kreits    | WF   |          | 1502: Werwerft Wykradt 1803-1806: Verwerft Isny 1814: Aangehecht bij Pruisen |
| Quedlinburg                              | 931: HRR abdij 1465: HRR prinselijke-abdij              | Oppersaksische Kreits |      |          | 1793: Raad van Vorsten 1801: Geseculariseerd 1803: Bij Pruisen 1807: Bij Westfalen 1815: Bij Pruisen |
| Querfurt                                 | Heerlijkheid                                            |                       |      | 950      | 1466: Aangehecht bij Beieren-Naumburg |
| Querfurt                                 | 1137: Heerlijkheid 1663: HRR vorstendom Saksen-Querfurt | Oppersaksische Kreits |      |          | 950: Eerste vermelding van de heren van Querfurt 979: Eerste vermelding van het kasteel Querfurt 1137: Leen van Maagdenburg Verwerft het graafschap Mansfeld Verwerft het graafschap Seeburg Verwerft de heerlijkheid Schraplau 1496: Heren van Querfurt sterven uit; leen doorgegeven aan Maagdenburg 1635: Bij het keurvorstendom Saksen 1656: Bij Saksen-Weissenfels 1746: Saksen-Querfurt lijn sterft uit; doorgegeven aan Saksen 1815: Bij Pruisen |

A · B · C · D · E · F · G · H · I · J · K · L · M · N · O · P · Q · R · S · T · U · V · W · Z

vrije keizerlijke steden · keizerlijke abdijen